# Organización territorial de Mozambique
La Organización territorial de Mozambique se articula en tres niveles: Províncias, Distritos y Postos administrativos (Puestos administrativos). Estos últimos pueden comprender varias Localidades.
En general las unidades administrativas son heredadas de la administración colonial portuguesa, con cambios en las nomenclaturas y en las denominaciones. Así los Distritos coloniales pasaron a llamarse Províncias, los Concelhos pasaron a llamarse Distritos y los Postos administrativos pasaron a llamarse Localidades. En 1986 las Localidades volvieron a denominarse Postos Administrativos (Puestos administrativos). Estos últimos están a cargo de un Secretário.
Mozambique está dividida en 10 provincias más la ciudad de Maputo, que conforma ella sola una provincia. Cada una de estas provincias está dividida en distritos, totalizando 128.
Desde 1998 se superpone a esta organización la figura del Municipio para el gobierno de las principales ciudades del país. De los 33 originalmente creados, en 2008 se totalizan 43 municipios.

## Provincias
Las 11 provincias de Mozambique son las siguientes:
| Mapa | Número             | Provincia    | Capital |
| ---- | ------------------ | ------------ | ------- |
|      | 1                  | Cabo Delgado | Pemba   |
| 2    | Gaza               | Xai-xai      |         |
| 3    | Inhambane          | Inhambane    |         |
| 4    | Manica             | Chimoio      |         |
| 5    | Maputo (ciudad)    | Maputo       |         |
| 6    | Maputo (provincia) | Matola       |         |
| 7    | Nampula            | Nampula      |         |
| 8    | Niassa             | Lichinga     |         |
| 9    | Sofala             | Beira        |         |
| 10   | Tete               | Tete         |         |
| 11   | Zambezia           | Quelimane    |         |

Al frente de las provincias se sitúa un Gobernador elegido por el presidente de Mozambique. La constitución de 2004 creó unas Asambleas Provinciales para cuya composición se efectúan unas elecciones realizándose las primeras en 28 de octubre de 2009.

## Puestos administrativos
Al frente de los Postos (puestos) administrativos se encuentra un Secretário. Cada uno de estos puestos puede comprender una o varias Localidades al frente de las cuales se encuentra también un Secretário.